# إلمر بيترسن
إلمر بيترسن (بالإنجليزية: Elmer Petersen)‏ هو نحات أمريكي، ولد في 6 سبتمبر 1928 في راسين في الولايات المتحدة.